# Assault (häst)
Assault, född 28 mars 1943, död 1 september 1971, var ett engelskt fullblod, mest känd för att ha blivit den sjunde hästen som lyckats ta en Triple Crown, då han segrat i Kentucky Derby (1946), Preakness Stakes (1946) och Belmont Stakes (1946). Han är den enda Texasuppfödda hästen som lyckats med bedriften.

## Bakgrund
Assault var en fuxhingst efter Bold Venture och under Igual (efter Equipoise). Han föddes upp och ägdes av King Ranch. Han tränades under tävlingskarriären av Max Hirsch.
Assault tävlade mellan 1945 och 1950, och sprang totalt in 675 470 dollar på 42 starter, varav 18 segrar, 6 andraplatser och 7 tredjeplatser. Han tog karriärens största segrar i Kentucky Derby (1946), Preakness Stakes (1946) och Belmont Stakes (1946). Han segrade även i Flash Stakes (1945), Wood Memorial (1946), Dwyer Stakes (1946), Westchester Handicap (1946), Pimlico Special (1946), Butler Handicap (1947), Grey Lag Handicap (1947) och Suburban Handicap (1947).

## Karriär
Under Max Hirschs träning gjorde Assault sin tävlingsdebut som tvååring 1945 och slutade på 12:e plats. Som tvååring tog han två segrar på nio starter, och tog säsongens största seger i Flash Stakes.

### Treåringssäsongen
Tidigt under sin treåringssäsong segrade han i Wood Memorial, men hans insats i Derby Trial gjorde honom ändå till en outsider i Kentucky Derby. Tillsammans med jockeyn Warren Mehrtens lyckades han att segra i Kentucky Derby med åtta längder, den största segermarginalen fram till dess. Assault blev sedan spelfavorit för Preakness Stakes en vecka senare, i vilket han lyckades att segra med en hals.
Då spelarna ansåg distansen 1½ mile i Belmont Stakes som ett problem för Assault, gjordes Lord Boswell till spelfavorit. Efter att ha snubblat i starten gick Assault efter fältet under stora delar av löp. Under slutet av löpet spurtade han förbi och segrade med tre längder. Han var den sjunde Triple Crown-vinnaren någonsin, och den tredje under 1940-talet.
Tillsammans med Warren Mehrtens segrade han även i Dwyer Stakes två veckor efter Belmont Stakes, och den allmänna opinionen medgav slutligen att han var den bästa treåringen i träning (men att det också var en dålig kull att välja mellan). Hans sistaplats i Arlington Classic under säsongen gjorde honom "bara till en genomsnittlig häst" igen. Efter Arlington Classic, upptäcktes det att han hade en njurinfektion och behövde vila.
Assault gjorde comback på tävlingsbanan samma år, nu med jockeyn Eddie Arcaro, då tränare Max Hirsch bestämt sig för att byta jockey. Assault segrade i Pimlico Special och Westchester Handicap med Arcaro, och röstades fram till 1946 års American Horse of the Year.

### Resterande karriär
Som fyraåring segrade Assault i fem av sju lopp och slutade aldrig sämre än trea. Han vann i några av historiens största handikapplöp, bland annat Brooklyn och Suburban Handicap. 
Assault var ursprungligen avsedd att avsluta tävlingskarriären efter fyraåringssäsongen, och stallas upp som avelshingst tillsammans med sin far Bold Venture på King Ranch. Inget av stona han betäckte med blev dock dräktigt, och det blev uppenbart att han var steril. Han fortsatte istället att tävla till han var sju år gammal, även om han inte visade samma sorts form som han visat som tre- och fyraåring.

### Död
Assault avlivades efter att ha fallit och brutit sitt vänstra framben, den 1 september 1971, vid 28 års ålder. Gravplatsen ligger på King Ranch (i Kingsville, Texas).
Assault valdes in i National Museum of Racing and Hall of Fame 1964. I The Blood-Horses ranking av Top 100 U.S. Thoroughbred champions of the 20th Century kom Assault på plats 33.